# 1380 Volodia
Volodia (asteróide 1380) é um asteróide da cintura principal, a 2,8502441 UA. Possui uma excentricidade de 0,0965186 e um período orbital de 2 046,63 dias (5,61 anos).
Volodia tem uma velocidade orbital média de 16,76916079 km/s e uma inclinação de 10,47775º.
Esse asteróide foi descoberto em 16 de Março de 1936 por Louis Boyer.